# IC 3796
IC 3796 је појединачна звијезда у сазвјежђу Береникина коса која се налази на листи објеката дубоког неба у Индекс каталогу.
Деклинација објекта је + 20° 2' 13" а ректасцензија 12h 48m 27,2s.